# Alysia thapsina
Alysia thapsina är en stekelart som beskrevs av Robert A.Wharton 1988. Alysia thapsina ingår i släktet Alysia och familjen bracksteklar. Arten är reproducerande i Sverige. Inga underarter finns listade i Catalogue of Life.